# 扁鼻蛇綿鳚
扁鼻蛇綿鳚，為輻鰭魚綱鱸形目绵鳚亞目绵鳚科的其中一種，分布於北大西洋區的冰島海域，屬深海底棲性魚類，棲息深度在水深1848公尺，體長可達14.6公分。

## 扩展阅读
維基物種上的相關：扁鼻蛇綿鳚